# I Can See Your House From Here
I Can See Your House from Here – siódmy studyjny album brytyjskiej grupy Camel wydany w 1979 roku. 

## Krótki opis
Płyta została nagrana w nowym składzie. Oprócz muzyków będących od samego początku w zespole, Andrew Latimera i Andy’ego Warda, w tworzeniu albumu brali udział: basista Colin Bass, klawiszowiec Jan Schelhaas (dołączył do zespołu podczas trasy koncertowej promującej Breathless) oraz Kit Watkins (były członek zespołu Happy The Man). W tym składzie Camel grał do 1981 roku. Album osiągnął 45. miejsce na listach przebojów w Wielkiej Brytanii.

## Lista utworów
| 1. | "Wait" (Latimer, McBurnie)                                         | 5:02  |
|    |                                                                    |       |
| 2. | "Your Love Is Stranger Than Mine" (Bass, Latimer, Schelhaas, Ward) | 3:25  |
|    |                                                                    |       |
| 3. | "Eye of the Storm" (Watkins(inne języki))                          | 3:52  |
|    |                                                                    |       |
| 4. | "Who We Are" (Latimer)                                             | 7:51  |
|    |                                                                    |       |
| 5. | "Survival" (Latimer)                                               | 1:12  |
|    |                                                                    |       |
| 6. | "Hymn to Her" (Latimer, Schelhaas)                                 | 5:36  |
|    |                                                                    |       |
| 7. | "Neon Magic" (Latimer, McAuliffe, Schelhaas)                       | 4:39  |
|    |                                                                    |       |
| 8. | "Remote Romance" (Latimer, Watkins)                                | 4:07  |
|    |                                                                    |       |
| 9. | "Ice" (Latimer)                                                    | 10:17 |
|    |                                                                    |       |
|    |                                                                    | 46:01 |
|    |                                                                    |       |

## Muzycy
Opracowano na podstawie materiału źródłowego.
- Andrew Latimer – gitara, flet, śpiew
- Kit Watkins – instrumenty klawiszowe
- Jan Schelhaas – instrumenty klawiszowe
- Colin Bass – gitara basowa, śpiew
- Andy Ward – instrumenty perkusyjne

Gościnnie:
- Mel Collins – saksofon
- Phil Collins – perkusja
- Rupert Hine – śpiew